# 刘套镇
刘套镇，是中华人民共和国安徽省宿州市萧县下辖的一个乡镇级行政单位。

## 行政区划
刘套镇下辖以下地区：
刘套村、张庄村、管粥集村、徐庵村、三大家村、常楼村、赵庄村、芈集村、李圩子村、陈屯村、黄河故道园艺场和棉花原种场。